# Jamrud
Jamrud (dawniej Jam Rock) – indonezyjski zespół muzyczny, założony w 1984 roku.
Swój debiutancki album pt. Nekad wydali w 1996 roku, już po zmianie nazwy na Jamrud.
Ich czwarty album studyjny – Ningrat z 2000 r. – sprzedał się w nakładzie wynoszącym 2 mln egzemplarzy.
Są jedną z najpopularniejszych formacji rockowych w Indonezji. W 2001 roku otrzymali szereg nagród AMI (Anugerah Musik Indonesia).

## Członkowie zespołu
Bieżący skład
- Aziz Mangasi Siagian – gitara prowadząca, wokal wspierający (od 1984); klawisze, fortepian (od 2000)
- Ricky Teddy – gitara basowa, wokal wspierający (od 1984)
- Krisyanto – wokal prowadzący (1990–2007, od 2011)
- Mochamad Irwan – gitara rytmiczna, wokal wspierający (2008–2011, od 2012)
- Danny Rachman – perkusja (od 2008)

Byli członkowie
- Yudi – gitara rytmiczna (1984–1985)
- Ari – klawisze (1984–1985)
- Oppi – wokal (1986–1990)
- Agus Aziz – perkusja (1986–1990)
- Budhy Haryono – perkusja, wokal (1984–1985)
- Fitrah Alamsyah – gitara rytmiczna (1990–1999, zm. 1999)
- Sandy Handoko – perkusja (1990–1999, zm. 2000)
- Suherman Husin – perkusja, wokal wspierający (1999–2008)
- Iwan Vox – wokal (2011)
- Jaja Amdonal – wokal prowadzący (2008–2011)

Chronologia

## Dyskografia
Albumy studyjne
- 1996: Nekad
- 1997: Putri
- 1998: Terima Kasih
- 2000: Ningrat
- 2002: Sydney 090102
- 2004: BO 18+
- 2006: All Access In Love
- 2009: New Performance
- 2011: Bumi & Langit Menangis
- 2012: Energi + Bumi & Langit
- 2013: Saatnya Menang
- 2015: Akustikan
- 2017: 80’s

Albumy kompilacyjne
- 1999: The Best Collection
- 2003: All The Best: Slow Hits
- 2010: Best Of The Best
- 2016: 20 Years Greatest Hits